# ユイ (ベルギー)
ユイ（仏: Huy、蘭: Hoei）は、ベルギーのリエージュ州に位置する基礎自治体。バナンとティアンジュの2村から成る。
ワロン人口の3分の2が集中するサンブル＝マースベルトの域内で、オワウ川がマース川にそそぐ合流点にあたる。ワロン名はヒー (Hu) 、オランダ名はフイ (Hoei) である。

## 歴史
マース川右岸の古代ローマの要塞（カストラ）周辺に形成された。キリスト教は6世紀にトンゲレン司教の聖ドミティアン（ユイのドミティアン）が伝え、7世紀の誓約書にはじめて地名が見える。
急速な経済発展に支えられ、中世初期にはマース川屈指の大都市に。基幹産業である冶金のほか、なめしや彫刻、木工、ワイン醸造も興った。10世紀の州昇格の直後リエージュ司教領に編入され、以後8世紀にわたり同領に属した。1066年にはアルプス山脈以北で初めての勅許状（チャーター）をたまわった。隠者ピエールの没地とされ、彼は市民に第1回十字軍への参加を呼びかけた。
13世紀から14世紀にかけても、経済は織物業で成長を遂げた。丘上の城は戦争があるたび強固になり、15世紀には街の象徴になった。しかしながら、マース川沿いの戦略的要衝としての価値が薄れるとともに衰退。17世紀後半のルイ14世の戦争を契機に、攻撃に見舞われるようにもなり、その都度市民が殺された。業を煮やした市民らは1715年、自らの城を打ち壊すに至った。
その後、要塞は1818年にオランダの手で元の場所に再建された。19世紀は製紙業などでおおむね繁栄したものの、20世紀における重工業の凋落はワロンの他地域と同じくユイにも影響を及ぼした。そしてこんにち、ユイはブリキ生産と観光業でまた新たな繁栄のときを迎えている。
1975年、ユイ近郊にティアンジュ原子力発電所が完成し、稼働を開始する。マース川の水を冷却水に使用するこのPWRは、2015年現在3基が稼働している。

## 名所
ユイの四不思議（名称はいずれもワロン語のユイ方言）
- リ・ポンティア (Li Pontia) - マース川の橋
- リ・ロンディア (Li Rondia) - ゴシック様式のノートル＝ダム教会。窓はバラの装飾
- リ・バシニア (Li Bassinia) - 大広場の中央にある噴水
- リ・トシェスティア (Li Tchestia) - 市街を見下ろす1818年建造の城

## イベント
毎年4月中旬に開かれるワンデー自転車レース「フレッシュ・ワロンヌ」の終着点として知られる。ゴール目前に控える長さ1kmの坂（通称「ユイの壁」）は、平均勾配10％、所によっては20％にもなる難所である。
7年に一度の宗教行列は、1656年に飢饉の終わりを祝ったのがそのはじまりで、最近では2019年8月15日に行われた。
ツール・ド・フランスでも1995年、2001年、2006年、2015年の過去4回、コースが設定されている。

## ゆかりの人物
- ユイのルニエ - 金工（12世紀前半）
- ジョゼフ・ルボー - 政治家（1794年 - 1865年）
- アンヌ＝マリー・リザン - 政治家（1949年 - 2015年）
- アンドレ・マレルブ - モトクロスのライダー。世界選手権で3度優勝（1956年 - ）
- ジャン＝ジョゼフ・メルリン - ローラースケートの発明家（1735年 - 1803年）
- 隠者ピエール - 第1回十字軍の発起人（1050年 - 1115年）
- ドミニク・ピール - 1958年度ノーベル平和賞受賞者。ユイに在住経験あり（1910年 - 1969年）
- アリゼ・プリセク - 2008年度ミス・ベルギー（1987年 - ）
- パトリック・サーズフィールド - 初代ラカン伯。リムリック包囲戦でのジャコバイト騎兵隊指揮官。ワイルドギース（アイルランド傭兵）のフランス遠征における指揮官。市内の聖マルタン教会附属墓地に埋葬されている（1660年 - 1693年）

## ギャラリー

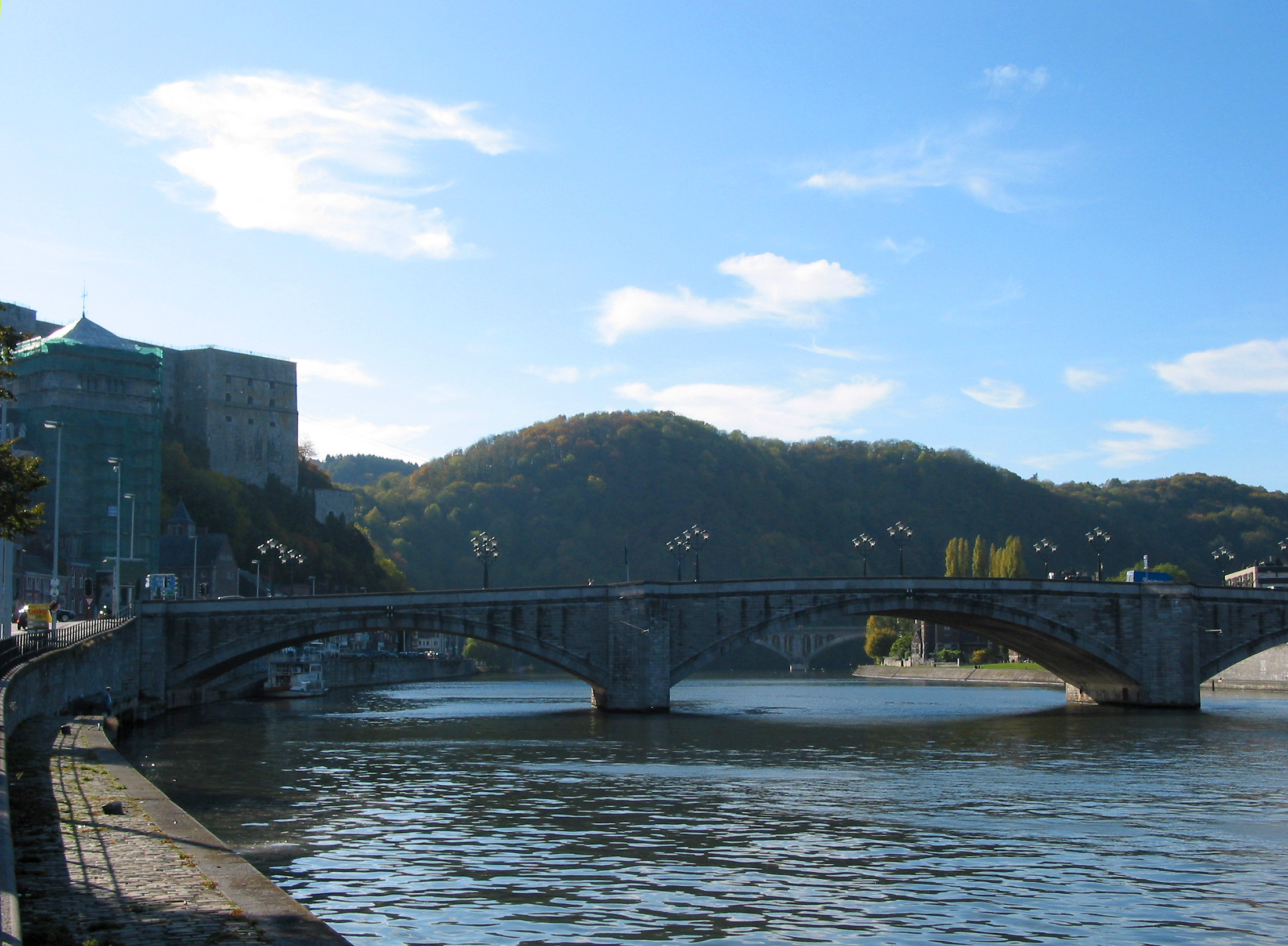
「リ・ポンティア」
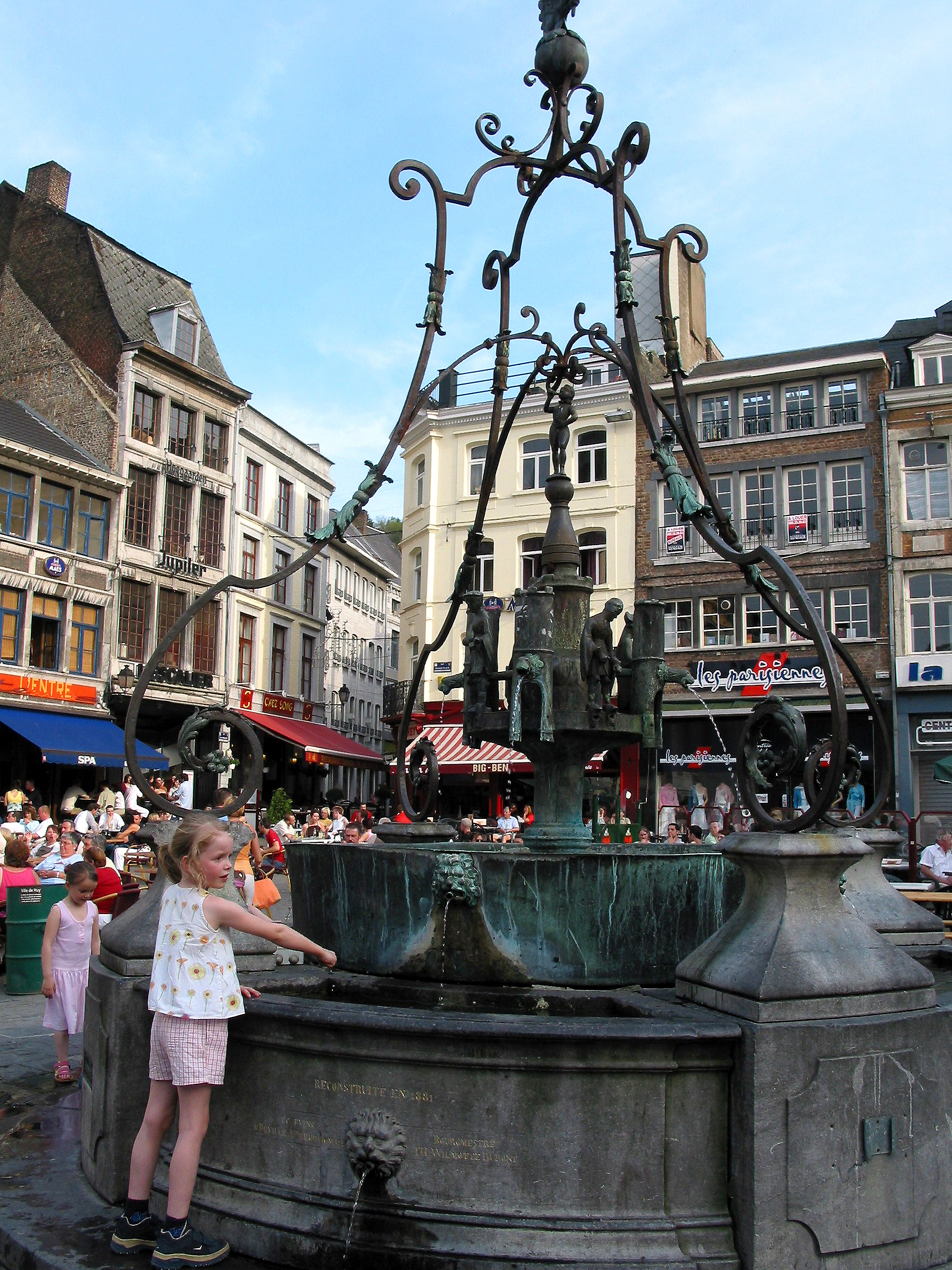
「リ・バシニア」
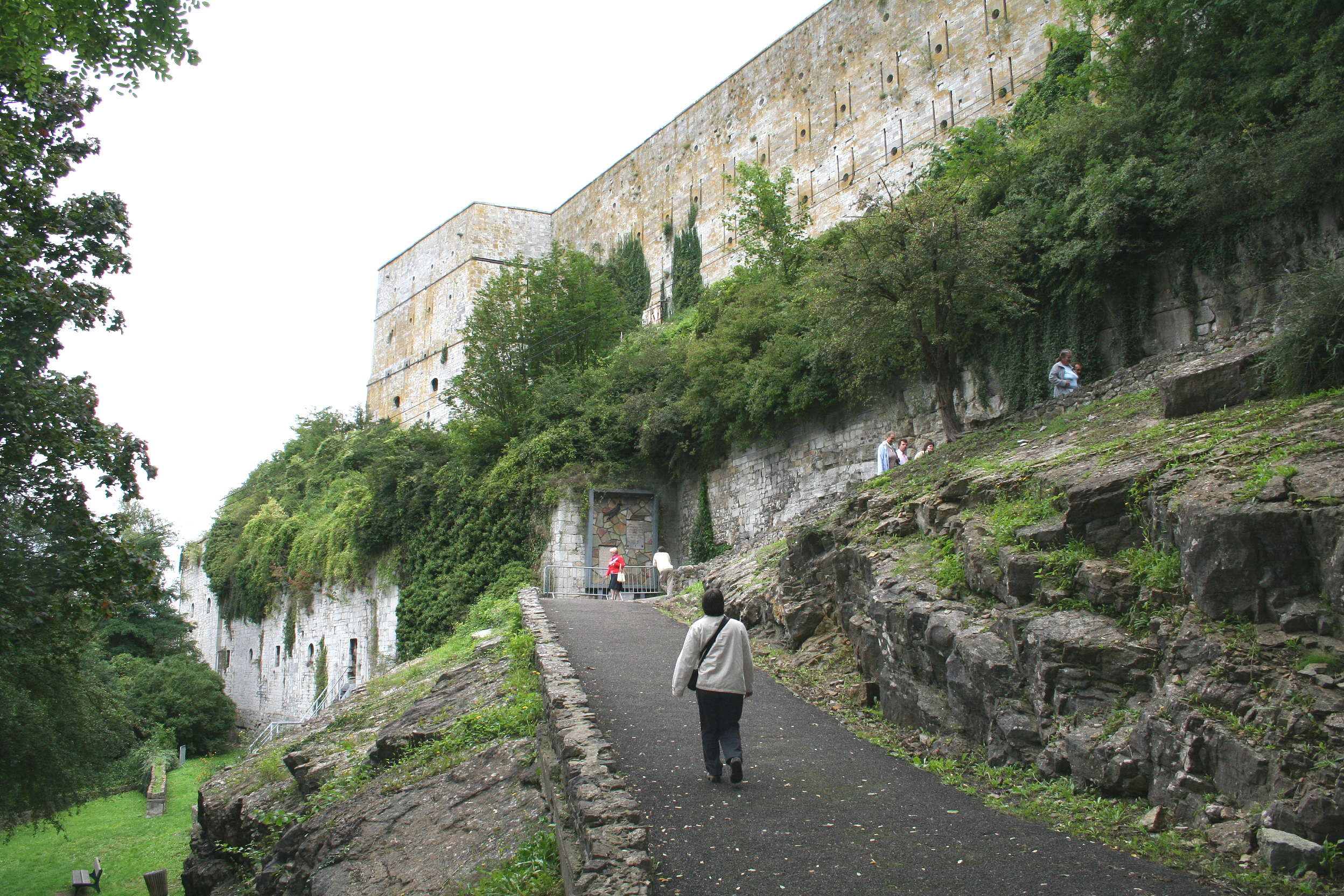
「リ・トシェスティア」
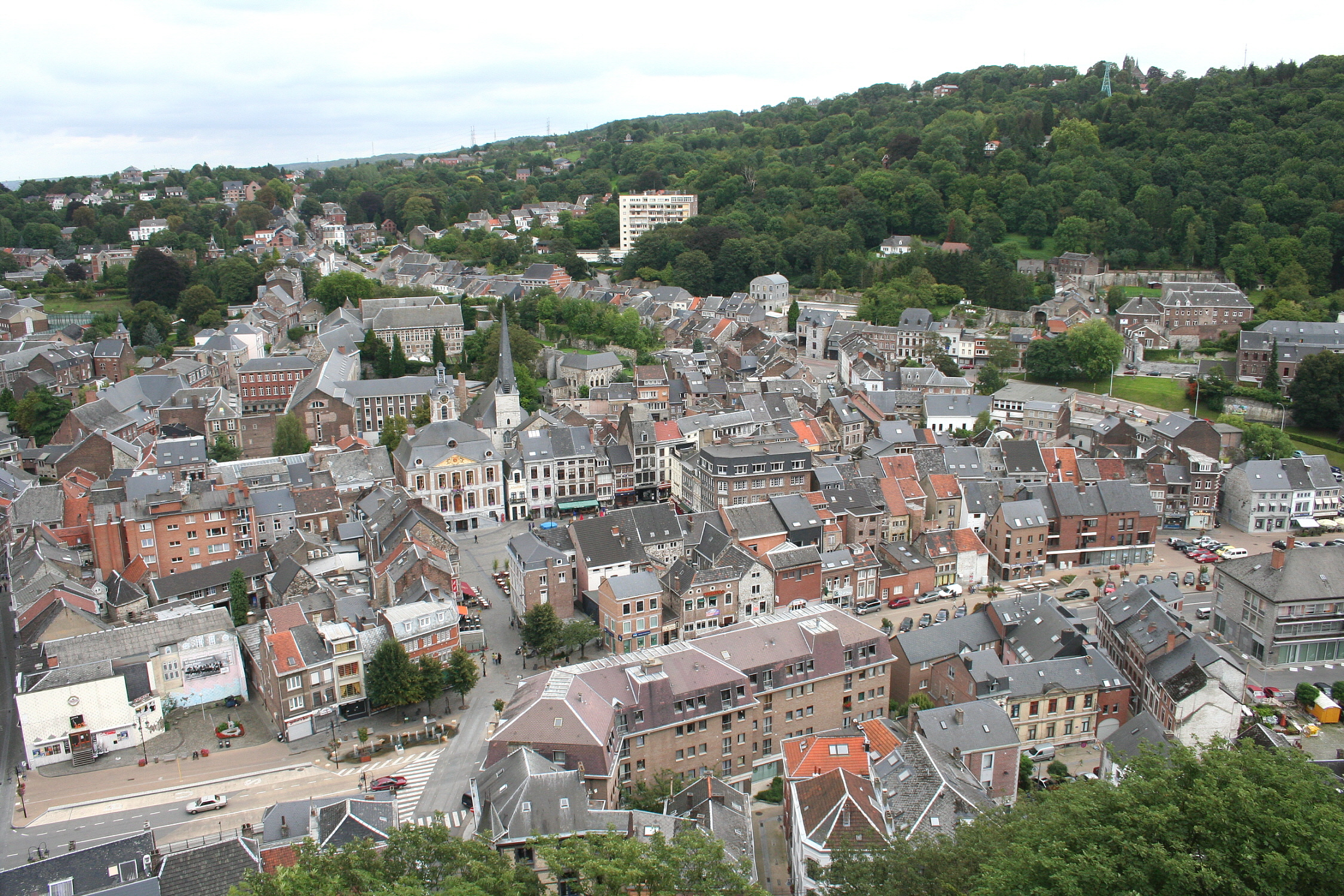
要塞からの眺め
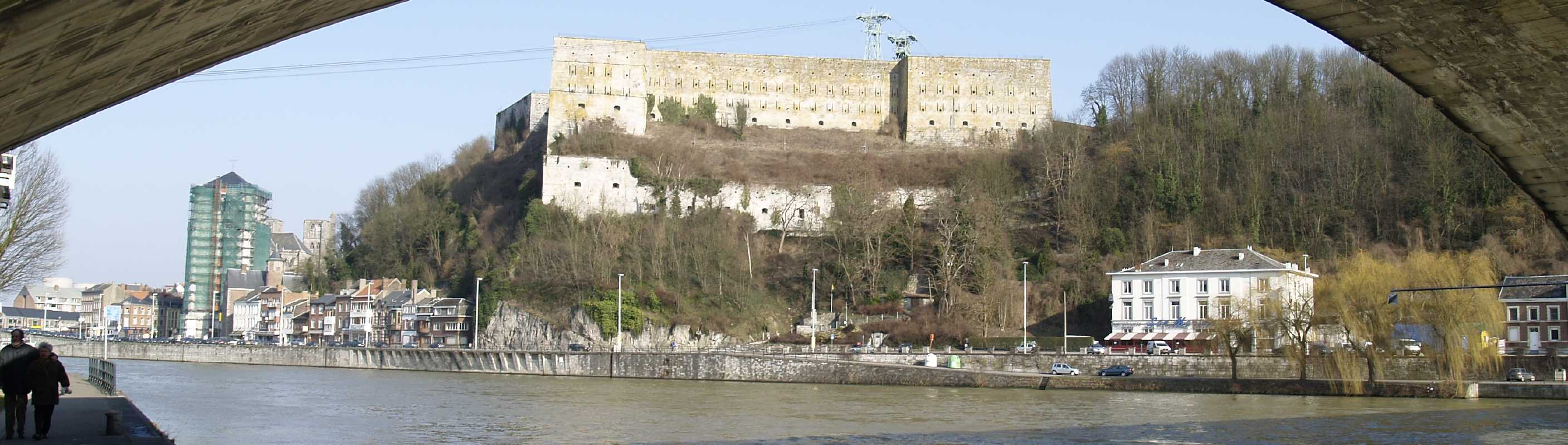
要塞
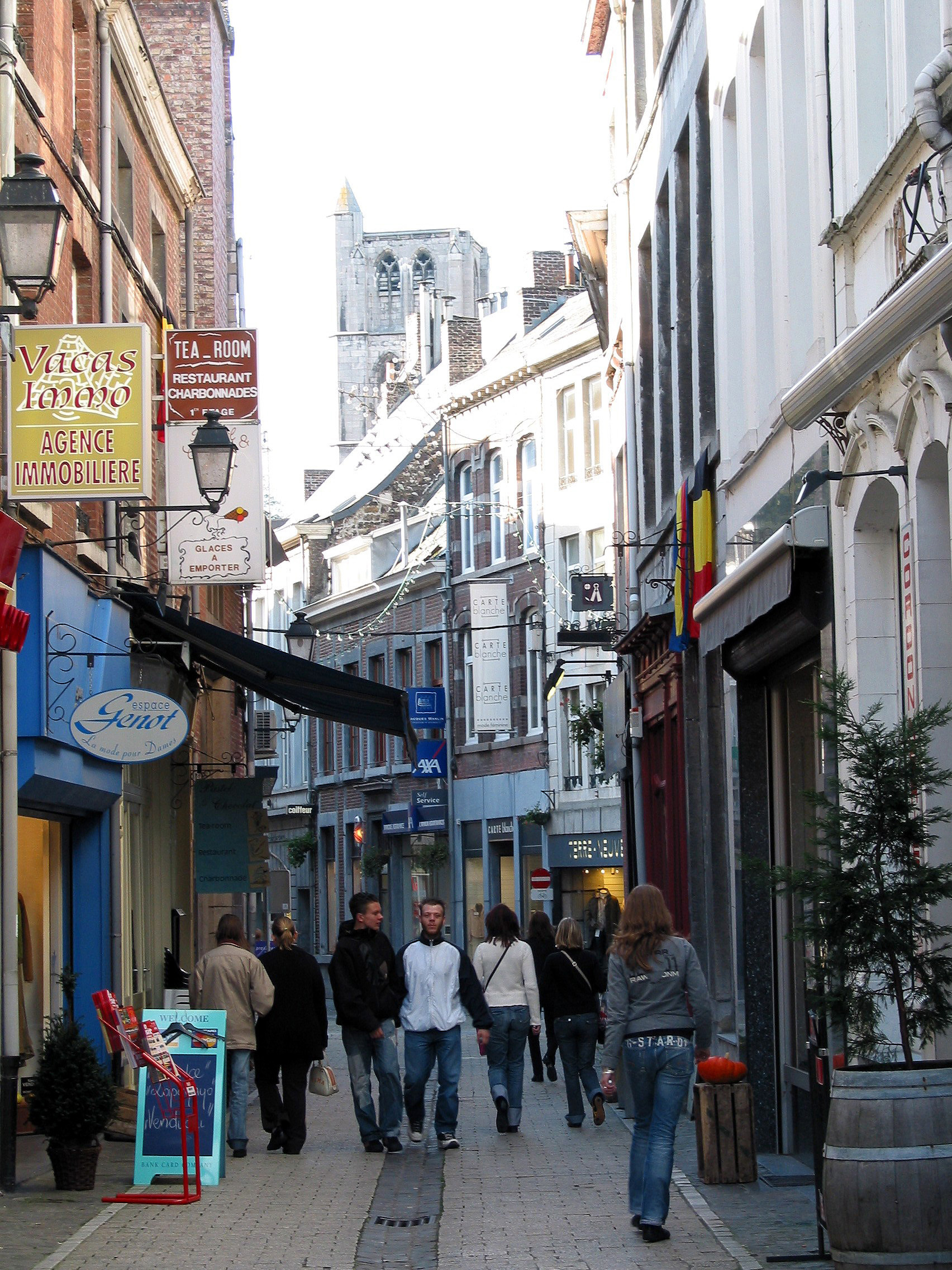
昔ながらの通り
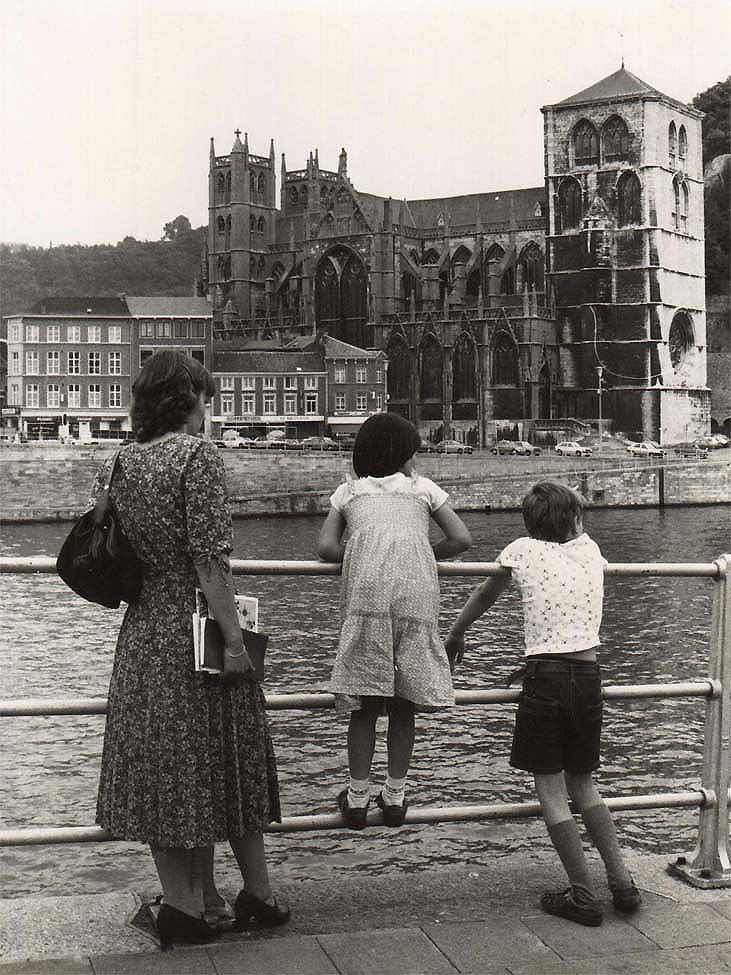
ノートル＝ダム教会

## 姉妹都市・友好都市
- コンピエーニュ（フランス）[1]
- フィアンデン（ルクセンブルク）
- アローナ（イタリア）
- ナティティングー（ベナン）
- ティーネン（ベルギー）
- ヴェリンガラ（セネガル）
- ポルト＝ブエ（コートジボワール）
- 瑞山市（大韓民国）
- ベリー・セント・エドマンズ（イギリス）
- モンタガーノ（イタリア）
- クルヤ（アルバニア）
- 泰州市（中華人民共和国）